# NGC 6540
NGC 6540 (другие обозначения — OCL 11, ESO 456-SC53, Джорговски 3, Djorg 3) — шаровое скопление в созвездии Стрелец. Кластер имеет плотное ядро вне которого находятся яркие звезды-гиганты и, видимо, уже прошло стадию коллапса ядра. Расстояние до скопления от Солнца – 3.5 килопарсека.
Этот объект входит в число перечисленных в оригинальной редакции «Нового общего каталога».